# Дом спортова Мате Парлов
Дом спортова Мате Парлов је назив за вишенаменску спортску дворану у Пули с пратећим садржајима, предвиђену за одржавање спортских, културних, пословних и забавних манифестација. Дом је изграђен 1978, а реконструисан и дограђен 2003. године. Налази се у власништву Града Пуле, а њиме управља Јавна установа Пула Спорт. Име Мате Парлов носи од августа 2008, у спомен на славног хрватског боксера и освајача златне медаље на Олимпијским играма 1972.
Површина објекта износи 13.274,90 m² који су подељени на Велику дворану површине 1090,20 m² са 2312 седећих места, боксерско-џудо дворану површине 411,00 m², стонотениску дворану површине 158,60 m² dvoranu od 274,85 m² са 100 седећих места, те четверостазну, поливалентну куглану површине 305,50 m².
Одмах уз Дом спортова Мате Парлова налази се паркинг површине 5.977,30 m² са 234 паркирна места.
Корисници објекта су разни спортски клубови: ЖРК Арена; МРК Арена, ОК Пула, БК Пула, РК Истарски борац, СТК Пула, КК Уљаник и други.
У Дому спортова Мате Парлов своје просторије имају Савез спортске рекреације, Савез спортова Истарске жупаније, Рукометни савез Истарске жупаније, Одбојкашки савез Истарске жупаније.
Неки од важнијих спортских догађаја одржаних у Дому спортова Мате Парлова јесу:
- Европско сениорско првенство у боксу 2004. године,
- Европско првенство у одбојци за жене 2005. године,
- Кроација куп у рукомету